# Milošice (zámek)
Milošice jsou zámek ve stejnojmenné vesnici u Měcholup v okrese Louny. Postaven byl v barokním slohu nejspíše na konci osmnáctého století.

## Historie
Podle první písemné zmínky v Milošicích roku 1360 sídlil rytíř Martin z Milošic. Od husitských válek vesnice patřila převážně městu Žatec, ale na konci sedmnáctého století ji získala žatecká primátorská rodina Ungárů z Rittersburku. Nejspíše během osmnáctého století zde byl postaven barokní zámek jako jednopatrová budova s klenutým přízemím, plochostropým patrem a s mansardovou střechou. Fasáda je tvořená hladkou omítkou. Zámek často střídal majitele. Ve dvacátém století patřil místnímu státnímu statku, hospodářský dvůr později využívala žatecká zemědělská škola a v budově zámku byly byty zaměstnanců.